# Oldřich Halma
Oldřich Halma (* 10. Dezember 1907 in Přerov; † 21. März 1985 in Uherské Hradiště) war ein tschechischer Chordirigent und Komponist.
Halma wurde 1939 Bassist in der Chorgesellschaft der mährischen Lehrer (Pěvecké sdružení moravských učitelů - PSMU). Er wurde später Zweiter Dirigent und 1972 nach Ferdinand Vach, Jan Šoupal und Antonín Tučapský der vierte Chefdirigent des Chores. Höhepunkt seiner Tätigkeit bei der PSMU war ein Konzert beim Prager Frühling 1975. Sein Nachfolger wurde Lumír Pivovarský. Außerdem leitete Halma ein Amateur-Sinfonieorchester sowie den Chor Svatopluk in seiner Heimatstadt Uherské Hradiště. Seine Arrangements von Volksweisen aus der Gegend der mährisch-slowakischen Grenze wurden in der Tschechoslowakei sehr populär und werden von Laienchören häufig aufgeführt.